# حديه الحصار (الجميمة)

تعديل مصدري - تعديل

حديه الحصار هي إحدى قرى عزلة ظهاى بمديرية الجميمة التابعة لمحافظة حجة، بلغ تعداد سكانها 103 نسمة حسب تعداد اليمن لعام 2004.